# The Ashlee Simpson Show
The Ashlee Simpson Show è un programma televisivo di tipo reality show sulla vita di Ashlee Simpson, andato in onda su MTV tra il 2004 e il 2005.
La prima stagione, composta da otto episodi di mezz’ora, segue l'inizio della sua carriera musicale e la registrazione del suo album di debutto, Autobiography. È stata registrata tra la fine del 2003 e la metà del 2004 e trasmessa da MTV negli Stati Uniti nell’estate del 2004. Il programma si è rivelato un grande successo e ha contribuito ad accrescere la popolarità di Simpson, il cui album è stato pubblicato il 20 luglio 2004, un mese dopo l’inizio della trasmissione dello show, debuttando al primo posto nelle vendite.
Jordan Schur, presidente dell’etichetta discografica della Simpson, Geffen Records, ha dichiarato: “Non c’è dubbio che lo show abbia davvero aiutato a esporla al pubblico e a promuovere la sua musica. Ha una personalità straordinaria; le persone sono attratte da lei. Vogliono guardarla e ascoltare la sua musica.”
La seconda e ultima stagione, composta da dieci episodi, si concentra sulla sua vita dopo l'uscita dell’album. Registrata tra la fine del 2004 e l’inizio del 2005, è andata in onda all'inizio dello stesso anno.

## Panoramica
Lo show inizia con Simpson che firma il contratto discografico con la Geffen; la prima stagione termina con l’uscita del suo album negli Stati Uniti, mentre la seconda si conclude con il lancio del suo primo tour.
Gran parte dello show tratta il processo di scrittura e registrazione delle canzoni. Simpson esprime la sua preferenza per la musica rock e afferma che vuole che l’album rifletta questo stile, rifiutando il suono pop di Hilary Duff o della sorella Jessica. Molte delle canzoni sono ispirate a eventi della sua vita personale, sia positivi che negativi.
Il programma racconta anche le piccole, ma spesso divertenti, difficoltà della vita di Ashlee. I suoi genitori, Joe e Tina, appaiono frequentemente, così come sua sorella Jessica.

## Episodi

### Stagione 1 (2004)

#### 1. Ashlee Moves Onward and Upward— 16 giugno 2004
Ashlee firma il suo contratto discografico e si trasferisce nel suo nuovo appartamento, affrontando la rottura con il fidanzato Josh Henderson.

#### 2.Ashlee Verses Her Label— 23 giugno 2004
Ashlee incontra alcuni produttori e lavora sui brani per il suo album, i quali però non vengono accolti positivamente dell’etichetta discografica.

#### 3.Ashlee Rocks Ryan’s World—30 giugno 2004
La relazione tra Ashlee e il musicista Ryan Cabrera si intensifica, mentre lei ricomincia a lavorare sul suo album con un nuovo produttore: John Shanks.

#### 4.Valentine’s Bummer— 7 luglio 2004
Ryan scrive una canzone per Ashlee, ma durante un suo concerto non la canta, scatenando tensioni tra i due.

#### 5.Ashlee Strikes a Pose— 14 luglio 2004
Ashlee partecipa al suo primo servizio fotografico, cercando di non sembrare simile alla sorella Jessica. Successivamente, si tinge i capelli di castano scuro.

#### 6.Ashlee Performs Live— 21 luglio 2004
Dopo aver affrontato un'infiammazione alle corde vocali, Ashlee si esibisce dal vivo per la prima volta al Knitting Factory e comincia la promozione dell’album.

#### 7. Ashlee Hits the Big Time— 28 luglio 2004
Ashlee scatta le foto per la copertina del suo album, che sta per essere pubblicato, e inizia a prepararsi per il suo tour.

#### 8.Ashlee Goes Platinum— 4 agosto 2004
Ashlee scopre che il suo album ha raggiunto lo status di disco di platino e partecipa a vari show televisivi e radiofonici per promuoverlo.

### Stagione 2 (2005)

#### 1.Ashlee Heads to the Big Apple— 26 gennaio 2005
Ashlee si trasferisce nella sua nuova casa e si prepara per l’apparizione al Saturday Night Live, preoccupata per la sua voce.

#### 2.Ashlee’s Notorious Performance— 2 febbraio 2005
Dopo l’incidente al Saturday Night Live, Ashlee decide di esibirsi ai Radio Music Awards e scherza sull’errore, cercando di rimediare al danno d’immagine.

#### 3.Ashlee Turns 20— 9 febbraio 2005
Ashlee festeggia il suo ventesimo compleanno con una sorpresa organizzata dai suoi amici. Dopo i festeggiamenti, si taglia i capelli contro il parere della madre.

#### 4.Ashlee Backs Up Her Vocals— 16 febbraio 2005
Ashlee decora la sua nuova casa e assume Lucy, una delle sue migliore amiche, come corista nella sua band.

#### 5.New Female Artist of the Year— 23 febbraio 2005
Ashlee vince il premio come “Nuova Artista Femminile dell’Anno” e riflette sul suo successo e sulle difficoltà affrontate durante l’anno.

#### 6.Jingle Ball Rock— 2 marzo 2005
Ashlee partecipa a vari concerti di beneficenza, tra cui il famoso Jingle Ball, esibendosi davanti a migliaia di fan.

#### 7.Happy New Year!— 9 marzo 2005
Ashlee festeggia il Capodanno a New York con Ryan e i suoi amici, e vola a Miami per partecipare all’Orange Bowl.

#### 8.The Orange Bowl— 16 marzo 2005
Ashlee si esibisce all’Orange Bowl, ma deve affrontare critiche e tensioni dietro le quinte.

#### 9.Puppy Love— 23 marzo 2005
La sua relazione con Ryan diventa più seria e Ashlee decide di adottare un cucciolo per consolidare il loro legame.

#### 10.The Show Must Go On…— 30 marzo 2005
La stagione si conclude con Ashlee che riflette sui successi e le difficoltà degli ultimi anni e guarda al futuro della sua carriera musicale.

## Trasmissione
La prima stagione di The Ashlee Simpson Show ha debuttato negli Stati Uniti il 16 giugno 2004, trasmessa ogni mercoledì fino all’episodio finale del 4 agosto. Lo show andava in onda alle 22:30 ET, subito dopo il reality di successo della sorella Jessica, Newlyweds: Nick and Jessica. La seconda stagione, nello stesso orario e slot, è iniziata il 26 gennaio 2005 e si è conclusa il 30 marzo. In Canada, la prima stagione è stata trasmessa su MTV Canada dal 1º luglio 2004, mentre la seconda stagione ha iniziato il 10 febbraio 2005.
La prima stagione è stata trasmessa in Canada anche su MuchMusic a partire dal 14 novembre 2004 alle 16:30 ET, dopo un’anticipazione dalla data inizialmente prevista del 21 novembre, il primo episodio è andato in onda su MTV UK il 27 settembre 2004.